# Plasa Ungheni, județul Iași
Plasa Ungheni a fost o subdiviziune teritorial-administrativă în cadrul județului Iași, ținutul Prut. Reședință de plasă amplasată în Ungheni-Târg (în prezent orașul Ungheni, Republica Moldova). Plasa a fost organizată înainte de 1938 și a existat până în nul 1940, când Basarabia a fost anexată de Uniunea Sovietică. 

## Lista localităților
Plasa Ungheni includea localități pe ambele maluri ale Prutului:
1. Berești (com. Bosia)
2. Berești (com. Ungheni-Tg.)
3. Blăndeștii
4. Bocșa
5. Bogdănești
6. Bosia
7. Bran
8. Buzduganii-Noui
9. Buzduganii-Vechi
10. Cârpiți
11. Cetireni
12. Chiperești
13. Chișărăi
14. Ciliblu
15. Coada-Stâncii
16. Cotul-lui-Ivan
17. Dănuțeni
18. Elisabeta
19. Florițoaia-Noui
20. Florițoaia-Veche
21. Frăsuleni
22. Gherman-Dumeni
23. Gherman-Telenești
24. Golăești
25. Grozasca
26. Grubna-Nouă
27. Hărești
28. Icușeni
29. Isvoarele
30. Luceni
31. Manoilești
32. Marhonda
33. Mânzătești
34. Mânzăteștii-Vechi
35. Medeleni (com. Golăești)
36. Medeleni (com. Petrești)
37. Miclăușeni
38. Morenii-Noui
39. Morenii-Vechi
40. Nicolenii-Noui
41. Oprișeni
42. Petrești (com. Golăesti)
43. Petrești (comună)
44. Podui·Jijiei
45. Răzoaia
46. Rezina
47. Risipeni
48. Sămeni
49. Sculeni
50. Sculeni-Târg
51. Sculenii-Vechi
52. Sorca
53. Stânca
54. Șendreni
55. Taxobeni
56. Țuțora
57. Ungheni-Prut
58. Ungheni-Sat
59. Ungheni-Târg
60. Unteni
61. Unțești
62. Unțești-Mazili
63. Valea-Mare
64. Vrănești
65. Vulpești
66. Zăgărancea